# Scomberoides commersonnianus
 Scomberoides commersonnianus és una espècie de peix de la família dels caràngids i de l'ordre dels perciformes.

## Morfologia
Els mascles poden assolir els 120 cm de longitud total.

## Distribució geogràfica
Es troba a les regionst tropicals de l'Índic i de l'oest del Pacífic.